# 臺北大天后宮
臺北大天后宮，又稱清代臺北府城大天后宮，是臺灣一座由臺灣巡撫劉銘傳等官員建立於臺北府城的媽祖廟。該廟後在1912年前後因受颱風嚴重毀損及市區改正等緣故遭拆除，原址隨後建立「故兒玉總督暨後藤民政長官紀念館」（後改稱「臺灣總督府博物館」，即今國立臺灣博物館前身），同時成為臺北新公園（現稱二二八和平紀念公園）的一部分。現在，其部分石造結構遺物仍散置於當地。
此外，該廟被棄置於臺北州廳廳舍的「二媽」媽祖軟身神像，在1910年代初被曾石岳等三芝地方仕紳迎請至當地，並由庄民集資興建三芝福成宮供奉至今。

## 簡介

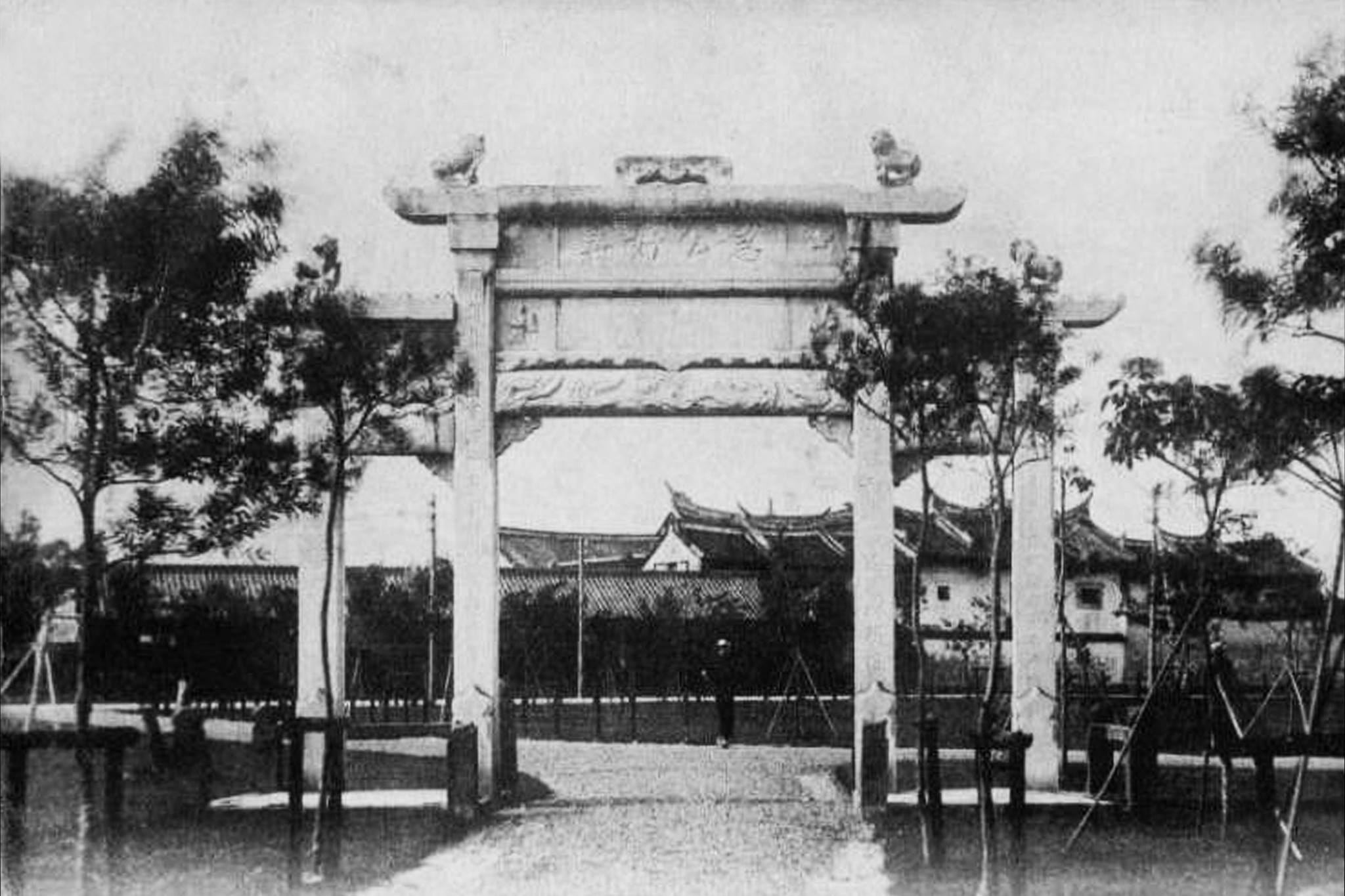
急公好義坊與後方的臺北大天后宮

光緒十四年（1888年），臺灣巡撫劉銘傳依《欽定大清會典事例》開基起建臺北大天后宮於臺北府城中心地區，祭祀媽祖，祈求守護。該廟主建物為二層樓挑高傳統建築。該廟當年與臺北府文廟、臺北府武廟、臺北府縣城隍廟並稱四大官祀廟宇。
清代官方的總督府檔案中記載，光緒十四年時，台北府天后宮由官方出資及宜蘭二品政協陳輝煌的罰款興建而成，由於當時陳輝煌有發動兵變之嫌，朝廷本應嚴懲，但由於巡撫劉銘傳法外施恩，改為僅罰處七千銀圓，而這七千銀圓和官方出資的九千八百八十元銀圓，就是建造天后宮的資金來源。
臺灣日治時期，台灣總督府以延續舊慣為原則，陸續徵用臺北城內許多公眾及廟宇建築；其中，臺北大天后宮曾被徵作辦務署廳舍、臺灣總督府醫學校校舍、臺灣總督府國語學校宿舍等。
1900年代至1910年代前後，臺北大天后宮遭有關當局拆除；一說其建物於明治卅三年（1900年）因臺北公園用地計畫整體考量遭拆除，另一說為明治四十四年（1911年）其建物遭颱風嚴重毀損致無法修復，而後於大正元年（1912年）拆除。其後，臺灣總督府民政長官祝辰巳主導募款，籌劃於當地建立「故兒玉總督暨後藤民政長官紀念館」（即今國立臺灣博物館前身），以紀念前任臺灣總督兒玉源太郎與民政長官後藤新平。

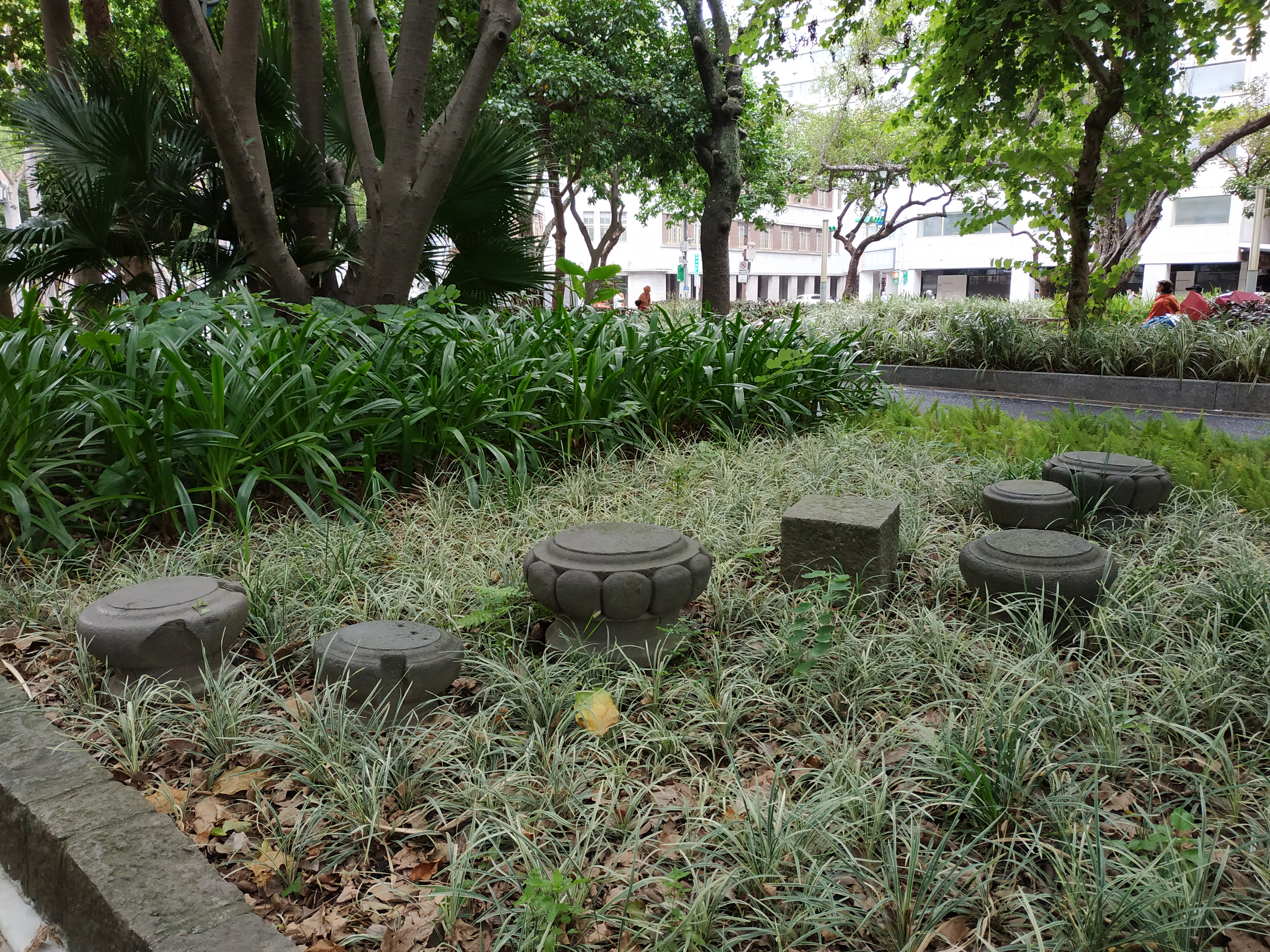
臺北大天后宮部分廟體石造遺構

據傳，拆除前後，廟內所有神像都被收置於臺北州廳廳舍一儲藏室內。廟體部分石造建築結構在拆解後被散置於當地至今。

## 後續
三芝小基隆福成宮之主祀媽祖神像據傳原屬臺北大天后宮，該廟也因而成為北臺灣媽祖文化節的重要成員之一。
艋舺料館啟天宮於1921年重修落成後增祀之鎮殿軟身媽祖，據傳亦是原臺北大天后宮神像。然而李建緯透過對於啟天宮鎮殿媽祖的工藝、雕材、入神物等各方面判斷，認為此尊媽祖應當是日治時期所雕刻的，不會是清代雕刻的臺北大天后宮媽祖神像。
艋舺新興宮搬遷至西門町後，自認代表原本的臺北大天后宮，因而改名為「臺北天后宮」。

## 註腳及參考資料
1. 1 2  人間福報. . www.merit-times.com.   [2020-01-02]. （原始内容存档于2020-01-02）.
2. ↑  莊永明，《城內舊事》ISBN：978-986-04-1781-4，臺北市文獻委員會，86頁
3. ↑  陳其南、王尊賢，《消失的博物館記憶、早期臺灣的博物館歷史》ISBN：978-986-02-1758-2，國立臺灣博物館，79頁
4. ↑  黃賢發，〈艋舺啓天宮沿革〉，《臺北文獻》，直字96期(臺北，1991.06)，頁48
5. ↑  李建緯，〈臺灣軟身媽祖神像的製作與展演—以艋舺啟天宮、白沙屯拱天宮為例〉，《臺灣文獻》，72:4(南投，2021.12)，頁196-212